# Micropeza distenta
Micropeza distenta är en tvåvingeart som beskrevs av Cresson 1926. Micropeza distenta ingår i släktet Micropeza och familjen skridflugor.
Artens utbredningsområde är Panama. Inga underarter finns listade i Catalogue of Life.